# مايك بيري
مايك بيري (بالإنجليزية: Mike Perry) هو فنان قتال مختلط أمريكي، ولد في 15 سبتمبر 1991 في فلينت في الولايات المتحدة.

## وصلات خارجية
- مايك بيري على موقع بوكس ريك (الإنجليزية) (registration required)
- مايك بيري على موقع يو إف سي (الإنجليزية)
- مايك بيري على موقع شيردوغ (الإنجليزية)
- مايك بيري على موقع Tapology.com (الإنجليزية)
- مايك بيري على موقع IMDb (الإنجليزية)
- مايك بيري على موقع قاعدة بيانات الفيلم (الإنجليزية)